# Parti restaurateur
Le Parti restaurateur ou Parti Caramuru est un ancien parti politique brésilien créé en 1831 et dissout en 1834. Lié à la figure de l'empereur Pierre Ier du Brésil, il prône sa restauration sur le trône en tant que régent du jeune Pierre II.
Issu du parti portugais, le parti restaurateur est appuyé par les journaux O Carijó, O Caramuru et O Sete de Abril.
Violemment combattu par le journaliste Evaristo da Veiga, le mouvement s'éteint à la mort de Pierre Ier au Portugal en 1834. 